# Школа Небесных Наставников

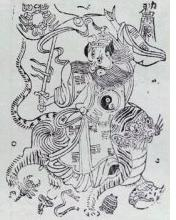
Чжан Даолин

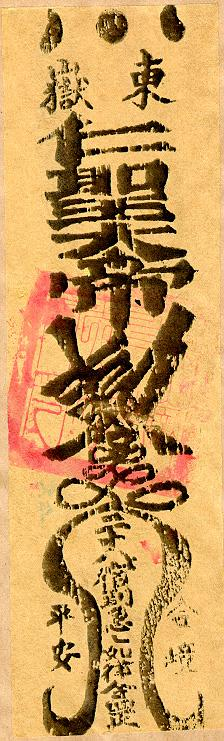
Талисман

Шко́ла Небе́сных Наста́вников (кит. трад. 天師道, упр. 天师道, пиньинь Tiānshīdào, палл. Тяньшидао — Путь Небесных Наставников) — религиозное направление даосизма, основанное в поздние годы династии Хань. Основателем движения был Чжан Даолин, первый патриарх (Небесный Наставник) и бессмертный даос. Эта школа — самая первая стабильная религиозная организация в даосизме. Школа существует до сих пор, преимущественно в южном Китае, на Тайване, в Сингапуре и среди китайского населения стран Юго-Восточной Азии.
Данная школа и её ответвления распространены преимущественно на юге Китая (хотя есть общины и на севере), главенствует на Тайване и в китайских диаспорах многочисленных стран Юго-Восточной Азии (Сингапур, Малайзия, Филиппины, Индонезия, Вьетнам) и в эмигрантских общинах Австралии, США и других стран.
В ранний период (до середины III века) школа носила название Пять Ковшей Риса.
В эпоху Шести династий школа распространилась по всему Китаю и стала известна как Школа Небесных Наставников. Позднее, начитая с танской эпохи школа была воссоздана как Школа Истинного Единого (Чжэнъи), получив особые императорские привилегии.
В докоммунистическом Китае эта школа обычно официально признавалась императором.

## Особенности школы
Данная школа является центральной школой немонастырского даосизма,
для которого характерно:
- почитание небесных божеств (тянь цзунь)
- богослужение на литературном языке
- проведение предписанных традицией покаяния и постов (чжай) и общинных ритуалов (цзяо)
- наличие наследственного духовенства
- наличие бюрократизированной иерархии духовенства.

## Возникновение школы,Восстание Жёлтых повязокиЧжан Даолин
Первым Небесным Наставником является Чжан Даолин. Особенностью новой религии стал отказ от жертвоприношений пищи и животных.
В 142 лично Лао-цзы встретился с Чжан Даолином на горе Хэмин, рассказав ему о смене эпох и наступлении новой эры Великого Мира. Лао-цзы объяснил ему, что по этой причине он обрёл следующее рождение, образовав «Истинное Единство, единосущное с [высшими] Силами» («Чжэнъи мэн вэй»). В результате этого Чжан Даолин и его последователи получают поддержку небесных сил, управляющих судьбами человечества.
Его школа получила название Пять Ковшей Риса, потому что он ввёл вступительный взнос из пяти ковшей риса, этот взнос соотносился с Великим Ковшом (Созвездием Большой Медведицы, обителем бессмертных).
В 156 он передал своему сыну Чжан Хэну реликвии (свою печать, нефритовое зеркало, два меча и священные тексты) и отправился в край бессмертных. Школой стали управлять его сын Чжан Хэн и его внук Чжан Лу (张鲁).
Появлению Школы Небесных Наставников предшествовало восстание Жёлтых повязок, организованное школой Тайпиндао в центральном и восточном Китае, и поддержанное школой Пять Ковшей Риса на территории провинции Сычуань. Основу школы составила организация Пять Ковшей Риса, патриархи которой и стали Небесными Наставниками. Хотя лидеры восстания носили также фамилию Чжан, их связь с Небесными Наставниками не установлена.

## Даосское государство во главе cЧжан Лу
Третий Небесный Наставник Чжан Лу, воспользовавшись общей нестабильностью в стране и отсутствием центральной власти, смог создать де-факто независимое даосское теократическое государство в области Ханьчжун на территории провинции Шэньси, через которую идёт перевал в провинцию Сычуань. В 215 Чжан Лу потерпел поражение от «сурового господина» Цао Цао, диктатора царства Вэй. В обмен на подписание капитуляции он признал Цао Цао именем Лао-цзы легитимным императором, а Цао Цао утвердил для Чжан Лу официальный титул Небесного Наставника, который стал передаваться по наследству. Традиция ведёт линию Небесных Наставников до настоящего времени.

### Община Небесных Наставников во временаЧжан Лу
Религиозная практика Небесных Наставников была многосторонней. Они сформировали пантеон из множества богов небесной иерархии. Они завели несколько регистров, в частности «регистр» небесного воинства, все мужчины с детского возраста записывались в это воинство под начало небесных генералов. Была установлена своеобразная система права, этики и морали. Предполагалось, что божества осуществляют контроль за поступками людей, и были разработаны специальные ритуалы покаяния за неправедные поступки. Болезни исцелялись через покаяния и излечивались заколдованной водой.
Члены общины читали священные тексты, в частности Даодэцзин, практиковали дыхательную гимнастику и воздерживались от злаков с целью обретения бессмертия. Проводились собрания и церемонии во главе с Небесным Наставником и праздники, которые в дальнейшем сформировали даосскую литургию. Трижды в году во время праздников подавались прошения к богам об исцелении болезней.
Школа Небесных Наставников в тот период проводила тщательно регулированные и сексуальные ритуалы, которые буддисты называли «оргиями». Участники этих ритуалов должны были выдержать трёхдневный пост и соединиться с партнёром, указанным Небесным Наставником в соответствии с рангом. Ритуал сопровождался молебнами, постами, определёнными дыхательными упражнениями, принятиями обязательств перед богами и специальными медитациями с визуализациями. Целью ритуала было продление жизни и внесение участника в «регистр живых».
Хотя Школа Небесных Наставников впитала в себя народные верования, она создала цельную религиозную систему и относилась отрицательно к другим народным традициям как к предрассудкам.

## Небесные наставники в Средние века
В дальнейшем образовывались другие даосские школы, которые обычно признавали господство или авторитет Небесных Наставников. C IV по VI века движение Небесных Наставников распалось на две части, возникли северные и южные Небесные Наставники. Южная школа группировалась вокруг района Цзяннань в юго-восточном Китае. Эта группа, хотя и продолжала традицию Небесных Наставников, не оформлялась в отдельную организацию, и в конечном итоге растворилась в других течениях (например, Шанцин).
Северная группа обосновалась в сяньбийском царстве Тоба (династия Вэй) и обрела власть при дворе императора. Тогда наставник северной ветви Коу Цяньчжи получил немалую политическую власть, и царство приняло даосизм как официальную религию, а Наставник выписывал мандаты на правление. Однако после смерти Коу Цяньчжи новые власти перестали опираться на Небесных Наставников, и их влияние существенно упало.
См. Шанцин, Лу Сюцзин, Северные Небесные Наставники, Коу Цяньчжи.

## Даосское самоуправление
После кризиса в конце эпохи Шести Династий в источниках практически нет упоминаний о линии Небесных Наставников, тем не менее сочинения школы и литургические тексты активно применяются и цитируются. Только при династии Сун приобретает силу школа, во главе которой стоят наставники из семьи Чжан, и которая опирается на линию преемственности от Чжан Даолина. Этой школе удаётся заручиться доверием императора, и получить в собственность территорию горы Лунхушань, ассоциируемой с наследственными владениями потомков Чжан Даолина. Школа получила название Школа Истинного Единого (Чжэнъи), и существует до сегодняшнего дня. Во время династии Сун и позднее при династии Мин руководители Школы Небесных Наставников были поставлены во главу почти всех направлений даосизма, и Школа Истинного Единого оставалась наиболее активной и процветающей среди всех других школ. У Лунхушань вплоть до 1948 существовала важная даосская община, пользовавшаяся покровительством императоров разных династий.
Небесные Наставники в течение всей своей истории старались отвечать интересам общин и занимались целительством, просьбами к богам о хорошем урожае, дожде и т. д. Они разработали систему литургических текстов, читаемых в различных ситуациях, предназначенных для медитаций и молебнов, и позволяющих общаться с божествами. Так как большое значение имела правильность церемоний и ритуалов, образовалось сословие даосов, владеющих искусством литургии, действия которых координировались Небесным Наставником.
В отличие от западных религий, совместная молитва и пение общины хором в Школе Небесных Наставников никогда не играли особой роли, прерогатива общения с богами целиком контролировалась даосами и Небесными Наставниками.

## Школа Небесных Наставников в настоящее время
См. Школа Истинного Единства.